# Roger Elverskog
Roger Elverskog, född 29 december 1963 i Diö i Småland, är en svensk internetentreprenör inom media. 
Elverskog var en av pionjärerna när landsortspressen digitaliserades på 1990-talet och byggde under 10 års tid upp Nerikes Allehandas verksamheter på Internet tillsammans med bland andra Lennart Mattisson. 
Den kommersiella delen av nätpublicering drev Elverskog att skapa tjänster som Marknadsplatsen år 2000, en publiceringsplattform för hur annonser ut morgontidningen ska publiceras strukturerat online. År 2007 gick han vidare till NPP Reklambyrå och 2011 startade han eget företag inom online-marknadsföring. År 2012 medverkade han i projektet i Stadsporten Citygate där morgonpressen skrev avtal med Google om att bli återförsäljare av Google Adwords.